# Paul Nilbrink
Paul Nilbrink (Epsom, 2 mei 1971) is een Noors golfprofessional.
Nilbrink zat van 1991-1994 in het Noorse nationale golfteam. Nadat hij in 1996 professional werd, speelde hij enkele jaren op de Europese Challenge Tour. 
Zijn eerste overwinning was op de Espoo Golfklupp, waar hij in de play-off tegen Gustavo Rojas het Fins Open won.
Zijn tweede en laatste overwinning op de Challenge Tour was het Noors Open op de Losby Golfklubb in 2000, waar hij na de derde ronde won met een score van -10. Na deze overwinningen kreeg hij enkele invitaties om op de Europese Tour van 2000 en 2001 te spelen.

## Gewonnen
Challenge Tour
- 1999: Volvo Finnish Open (-7)
- 2000: Norwegian Open (-10)

Elders
- 2009: 4de Aegean Airlines Pro-Am

Baanrecord
- 2007: Solastranden Golfklubb (62, -7)

Nilbrink is getrouwd en heeft twee zonen.